# セバスチャン・マルティノ
セバスチャン・マルティノ（Sebastián Martino, 1974年9月11日 - ）は、アルゼンチン・コルドバ出身の元レーシングドライバー。

## 経歴
少年時代からレーシングカートに参戦し、1994年までFIA世界カート選手権FSAクラスで戦う。1995年に四輪レースデビューし、フォーミュラ・ルノーアルゼンチン選手権とF3スダメリカーナ（南米F3選手権）に参戦する。
1997年に来日し、東名スポーツから全日本F3選手権に参戦。日本レース界への順応に時間を要したが、第7戦仙台ハイランド大会では予選から4位タイムを出し好調、決勝レースではスタート直後に立川祐路、土屋武士、脇阪薫一の上位陣が一挙にリタイアと荒れ模様となったが、それをすり抜けたマルティノは優勝したトム・コロネルに次ぐ2位でフィニッシュし表彰台を獲得。これが日本でのベストリザルトとなった。年間ランキングは7位となる。同年は11月のマカオグランプリF3にも参戦したほか、N1耐久シリーズSUGO大会に藤田隆之とのチームでホンダ・シビック72号車をドライブ、16位となっている。
1998年は全日本ツーリングカー選手権で、松田秀士の後任としてシムスレーシングのステーションワゴン型スバル・インプレッサで参戦したが、予選から他メイカーとのタイム差が大きく大苦戦し、第3戦を最後に撤退。同年は以後N1耐久にカストロール・セリカで参戦後、7月からトリイ・TOMEIより全日本F3に最終戦まで参戦。日本でのレース参戦はこの年で終了となった。
2000年にユーロオープン・バイ・ニッサン（ワールドシリーズ・バイ・ニッサンの前身）への参戦後、アルゼンチンに帰国し、TC2000アルゼンチン選手権で活躍した。2020年現在は同選手権に参戦するホンダ・レーシングのディレクターを務める。

## レース戦歴

### 全日本フォーミュラ3選手権
| 年     | チーム              | シャシ       | エンジン      | 1     | 2     | 3       | 4     | 5     | 6       | 7       | 8       | 9     | 10    | 順位 | ポイント |
| ------ | ------------------- | ------------ | ------------- | ----- | ----- | ------- | ----- | ----- | ------- | ------- | ------- | ----- | ----- | ---- | -------- |
| 1997年 | TOMEI OPEL          | ダラーラF397 | オペル・C20XE | SUZ 4 | TSU 6 | MIN Ret | FSW 8 | SUZ 7 | SUG Ret | SEN 2   | TRM Ret | FSW C | SUZ   | 7位  | 10       |
| 1998年 | PEGASUS MOTORSPORT  | ダラーラF397 | オペル・C20XE | SUZ 6 |       |         |       |       |         |         |         |       |       | 9位  | 5        |
| 1998年 | TEC ART トリイTOMEI | ダラーラF397 | トヨタ・3S-GE |       | TSU   | MIN     | FSW   | TRM   | SUZ 7   | SUG Ret | TAI Ret | SEN 6 | SUG 4 | 9位  | 5        |

- 太字はポールポジション、斜字はファステストラップ。(key)

#### マカオグランプリ
| 年     | チーム          | シャシー／エンジン    | 予選 | ヒート1 | ヒート2 | 総合 |
| ------ | --------------- | --------------------- | ---- | ------- | ------- | ---- |
| 1997年 | PMS TOMEI SPORT | ダラーラ F397／オペル | 29位 | 13位    | 14位    | 10位 |

### 全日本ツーリングカー選手権
| 年     | チーム             | 使用車両                   | タイヤ | 1    | 2    | 3     | 4        | 5    | 6    | 7    | 8    | 9    | 10  | 11  | 順位 | ポイント |
| ------ | ------------------ | -------------------------- | ------ | ---- | ---- | ----- | -------- | ---- | ---- | ---- | ---- | ---- | --- | --- | ---- | -------- |
| 1998年 | シムス・レーシング | スバル・インプレッサワゴン | Y      | FSW1 | FSW2 | TRM 9 | SUG1 DNS | SUG2 | SUZ1 | SUZ2 | MIN1 | MIN2 | TAI | FSW | 12位 | 4        |